# Hypovolemie
Hypovolemie of volumedepletie is een laag circulerend bloedvolume, dat wil zeggen vermindering van het vocht dat zich in de bloedvaten bevindt (intravasculair vocht). Hierdoor kan orgaanfalen ontstaan. Hypovolemie kan meerdere oorzaken hebben:
- polyurie
- Ernstige bloedingen

Er zijn drie soorten volumedepletie te onderscheiden: isotone dehydratie, hypertone dehydratie en hypotone dehydratie.
Bij een hypovolemie zal de plasma angiotensine II-concentratie verhoogd zijn.